# Laver Cup 2021
De Laver Cup 2021 was de vierde editie van de Laver Cup, het continentale tennistoernooi tussen 2 teams, Team Europa en Team Wereld. Dit was de tweede editie dat de Laver Cup beschouwd wordt als een officieel toernooi op de ATP-kalender.

## Ploegen
| Team Europa                     | Team Europa |
| ------------------------------- | ----------- |
| Aanvoerder: Björn Borg          |             |
| Vice-aanvoerder: Thomas Enqvist |             |
| Speler                          | Rang        |
| Daniil Medvedev                 | 2           |
| Stéfanos Tsitsipás              | 3           |
| Alexander Zverev                | 4           |
| Andrej Roebljov                 | 5           |
| Matteo Berrettini               | 7           |
| Casper Ruud                     | 10          |
| Feliciano López (Alt)           | 110         |

| Team Wereld                      | Team Wereld |
| -------------------------------- | ----------- |
| Aanvoerder: John McEnroe         |             |
| Vice-aanvoerder: Patrick McEnroe |             |
| Speler                           | Rang        |
| Félix Auger-Aliassime            | 11          |
| Denis Shapovalov                 | 12          |
| Diego Schwartzman                | 15          |
| Reilly Opelka                    | 19          |
| John Isner                       | 22          |
| Nick Kyrgios                     | 95          |
| Jack Sock (Alt)                  | 164         |

Rangnoteringen gebaseerd op de ATP-ranglijst van 20 september 2021.

## Wedstrijden
Op dag één zijn de wedstrijden één punt waard, op dag twee zijn de wedstrijden twee punten waard en op de laatste zijn de wedstrijden drie punten waard. De winnaar is het team dat als eerste dertien punten haalt.
| dag | datum        | wedstrijd   | Team Europa                          | uitslag                    | Team Wereld                      | punten        | stand         |
| --- | ------------ | ----------- | ------------------------------------ | -------------------------- | -------------------------------- | ------------- | ------------- |
| 1   | 24 september | enkelspelen | Casper Ruud                          | 6–3, 7–6(7–4)              | Reilly Opelka                    | 1-0           | 1-0           |
| 1   | 24 september | enkelspelen | Matteo Berrettini                    | 6–7(3–7), 7–5, [10–8]      | Félix Auger-Aliassime            | 1-0           | 2-0           |
| 1   | 24 september | enkelspelen | Andrej Roebljov                      | 4–6, 6–3, [11–9]           | Diego Schwartzman                | 1-0           | 3-0           |
| 1   | 24 september | dubbelspel  | Matteo Berrettini - Alexander Zverev | 6–4, 6–7(2–7), [1–10]      | John Isner - Denis Shapovalov    | 0-1           | 3-1           |
| 2   | 25 september | enkelspelen | Stéfanos Tsitsipás                   | 6–3, 6–4                   | Nick Kyrgios                     | 2-0           | 5-1           |
| 2   | 25 september | enkelspelen | Alexander Zverev                     | 7–6(7–5), 6–7(6–8), [10–5] | John Isner                       | 2-0           | 7-1           |
| 2   | 25 september | enkelspelen | Daniil Medvedev                      | 6–4, 6–0                   | Denis Shapovalov                 | 2-0           | 9-1           |
| 2   | 25 september | dubbelspel  | Andrej Roebljov - Stéfanos Tsitsipás | 6–7(8–10), 6–3, [10–4]     | John Isner - Nick Kyrgios        | 2-0           | 11-1          |
| 3   | 26 september | dubbelspel  | Andrej Roebljov - Alexander Zverev   | 6–2, 6–7(4–7), [10–3]      | Reilly Opelka - Denis Shapovalov | 3-0           | 14-1          |
| 3   | 26 september | enkelspelen | Alexander Zverev                     |                            | Félix Auger-Aliassime            | Niet gespeeld | Niet gespeeld |
| 3   | 26 september | enkelspelen | Daniil Medvedev                      |                            | Diego Schwartzman                | Niet gespeeld | Niet gespeeld |
| 3   | 26 september | enkelspelen | Stéfanos Tsitsipás                   |                            | John Isner                       | Niet gespeeld | Niet gespeeld |

2017 · 2018 · 2019  · 2020 · 2021 · 2022 · 2023 · 2024
Grand Slam: Australian Open (m-md) · Roland Garros (m-md) · Wimbledon (m-md) · US Open (m-md)
Olympische spelen: Tokio (m-md)
Landenteams: Davis Cup · ATP Cup 

Continententeams: Laver Cup